# 369 a. C.
El año 369 a. C. fue un año del calendario romano prejuliano. En el Imperio romano se conocía como el Año del Tribunado de Fidenas, Cicurino, Coso, Cornelio, Cincinato y Ambusto (o menos frecuentemente, año 385 Ab urbe condita).

## Acontecimientos
- Es disuelta la alianza del año 377 a. C. ante la amenaza expansionista de Epaminondas. Esparta y Atenas unen sus fuerzas terrestres.[1]
- Roma derrota a la ciudad etrusca de Veyes y la anexiona.

## Nacimientos
- Zhuangzi, filósofo chino (m. 290 a. C.)

## Fallecimientos
- Teeteto, matemático griego (n. h. 417 a. C.)
- Amintas III de Macedonia, monarca del Reino de Macedonia.